# إيلين سيمبسون
إيلين سيمبسون (بالإنجليزية: Eileen Simpson)‏ هي كاتِبة أمريكية، ولدت في 1918 في نيويورك في الولايات المتحدة، وتوفي بنفس المكان في 21 أكتوبر 2002.